# Sphex brachystomus
Sphex brachystomus är en biart som beskrevs av Kohl 1890. Sphex brachystomus ingår i släktet Sphex och familjen grävsteklar. Inga underarter finns listade i Catalogue of Life.